# Мамэньсизавриды
Мамэньсизаври́ды (лат. Mamenchisauridae) — семейство завроподных динозавров из группы Eusauropoda, живших в юрском — раннем меловом периодах (201,4—110.1 млн лет назад) на территории современных Восточной Азии и Африки. 
Таксон впервые был определён китайскими палеонтологами C. C. Young и H. C. Chao в 1972 году, на основе типового рода Mamenchisaurus. Первые остатки Mamenchisaurus были найдены в геологической формации Shangshaximiao, около 161,2—155,7 млн лет назад, Chuanjiesaurus — около 175,6—161,2 млн лет назад, в то время как Eomamenchisaurus был найден в формации Чжанхэ (Zhanghe), около 175,6—161,2 млн лет назад. Tonganosaurus жил еще раньше, в ранней юре.
Представители семейства характеризуются увеличенным числом шейных позвонков (обычно 16–18) по сравнению с большинством других завроподов.

## Классификация
По данным сайта Paleobiology Database, на июль 2025 года в семейство включают 21 вымерший род:
- Abrosaurus Ouyang, 1989 (положение среди Eusauropoda спорно[6])
- Analong Ren et al., 2021
- Anhuilong Ren et al., 2018
- Bellusaurus Dong, 1990 (положение среди Eusauropoda спорно[6])
- Chuanjiesaurus Fang et al., 2000
- Daanosaurus Ye et al., 2005 (положение среди Eusauropoda спорно[7])
- Eomamenchisaurus Lü et al., 2008
- Huangshanlong Huang et al., 2014
- Hudiesaurus Dong, 1997 (положение среди Eusauropoda спорно[6])
- Jingiella Ren et al., 2024
- Klamelisaurus Zhao, 1993 (положение среди Sauropoda спорно[6])
- Mamenchisaurus Young, 1954typus
- Omeisaurus Young, 1939
- Qijianglong Xing et al., 2015
- Rhomaleopakhus Upchurch et al., 2021
- Tienshanosaurus Young, 1937
- Tonganosaurus Li et al., 2010
- Tongnanlong Wei et al., 2025
- Wamweracaudia Mannion et al., 2019
- Xinjiangtitan Wu et al., 2013
- Yuanmousaurus Lü et al., 2006
- Zigongosaurus Hou et al., 1976 (возможно, младший синоним Mamenchisaurus[6])